# Sierra del Medio
Koordinaten: 42° 31′ S, 70° 57′ W
Die Sierra del Medio ist ein Gebirge in der argentinischen Provinz Chubut und wurde als einer von mehreren möglichen Standorten für die Errichtung eines Endlagers für hochradioaktive Abfälle vorgeschlagen.
Die Untersuchungen zur Standortauswahl begannen 1977. Später wurden vier bevorzugte Standorte in Granitformationen in die engere Wahl gezogen. Es handelte sich um La Esperanza und Chasico in der Provinz Río Negro sowie Chalcatapul und Sierra del Medio in der Provinz Chubut. Nach Analyse der Messdaten wurde Sierra del Medio in der Nähe des Ortes Gastre, Provinz Chubut, im südlichen Teil Argentiniens als mögliche Option ausgewählt. Eine erste Machbarkeitsstudie wurde durchgeführt. 
Die Erkundungsarbeiten laufen seit 1986, teilweise unter heftigem Protest der nicht konsultierten dort ansässigen Bevölkerung. Inzwischen hat die nationale Atomenergiebehörde CNEA das Projekt bis zum Jahr 2030 zurückgestellt.